# مامولا
مامولا (به ایتالیایی: Mammola) یک کومونه در ایتالیا است که در استان رجو کالابریا واقع شده‌است.

## خصوصیات
مامولا ۸۰٫۵ کیلومترمربع مساحت و ۳٬۳۳۴ نفر جمعیت دارد.